# Route nationale 815
Die Route nationale 815, kurz N 815 oder RN 815, war eine französische Nationalstraße.
Die Straße führte in den Jahren von 1933 bis 1973 von Caen nach Saint-Maclou. Sie wurde 1978 komplett in die neue Streckenführung der Nationalstraße 175 integriert. 2006 erfolgte dann die Abstufung der Strecke der N 815. Ihre Gesamtlänge betrug 63,5 Kilometer.

## N 815a
Die Route nationale 815A, kurz N 815A oder RN 815A, war eine französische Nationalstraße und zugleich ein Seitenast der Nationalstraße 815.
Der Seitenast wurde 1959 festgelegt. Die Nationalstraße zweigte in der Nähe von Boulleville von der N 815 ab und führte zur Nationalstraße 810 am südlichen Ende der neu eröffneten Pont de Tancarville.
1978 wurde die Nationalstraße in die N 178 umgewidmet und schließlich 2006 zur Département-Straße abgestuft. Ihre Gesamtlänge betrug 14 Kilometer.